# Lumpkin County
Das Lumpkin County ist ein County im Bundesstaat Georgia der Vereinigten Staaten. Der Verwaltungssitz (County Seat) ist Dahlonega. Der Name der Stadt kommt von dem indianischen Wort Taulonica, was so viel bedeutet wie „Gelbes Gold“.

## Geographie
Das County im Norden von Georgia, etwa 40 km zur Nordgrenze von Tennessee und hat eine Fläche von 738 Quadratkilometern, wovon ein Quadratkilometer Wasserfläche ist, und grenzt im Uhrzeigersinn an folgende Countys: White County, Hall County, Dawson County, Fannin County und Union County.

## Geschichte
Lumpkin County wurde am 3. Dezember 1832 aus Teilen des Cherokee County, des Habersham County und des Hall County gebildet. Benannt wurde es nach Wilson Lumpkin, einem Gouverneur von Georgia und Kongress-Mitglied.

## Demografische Daten

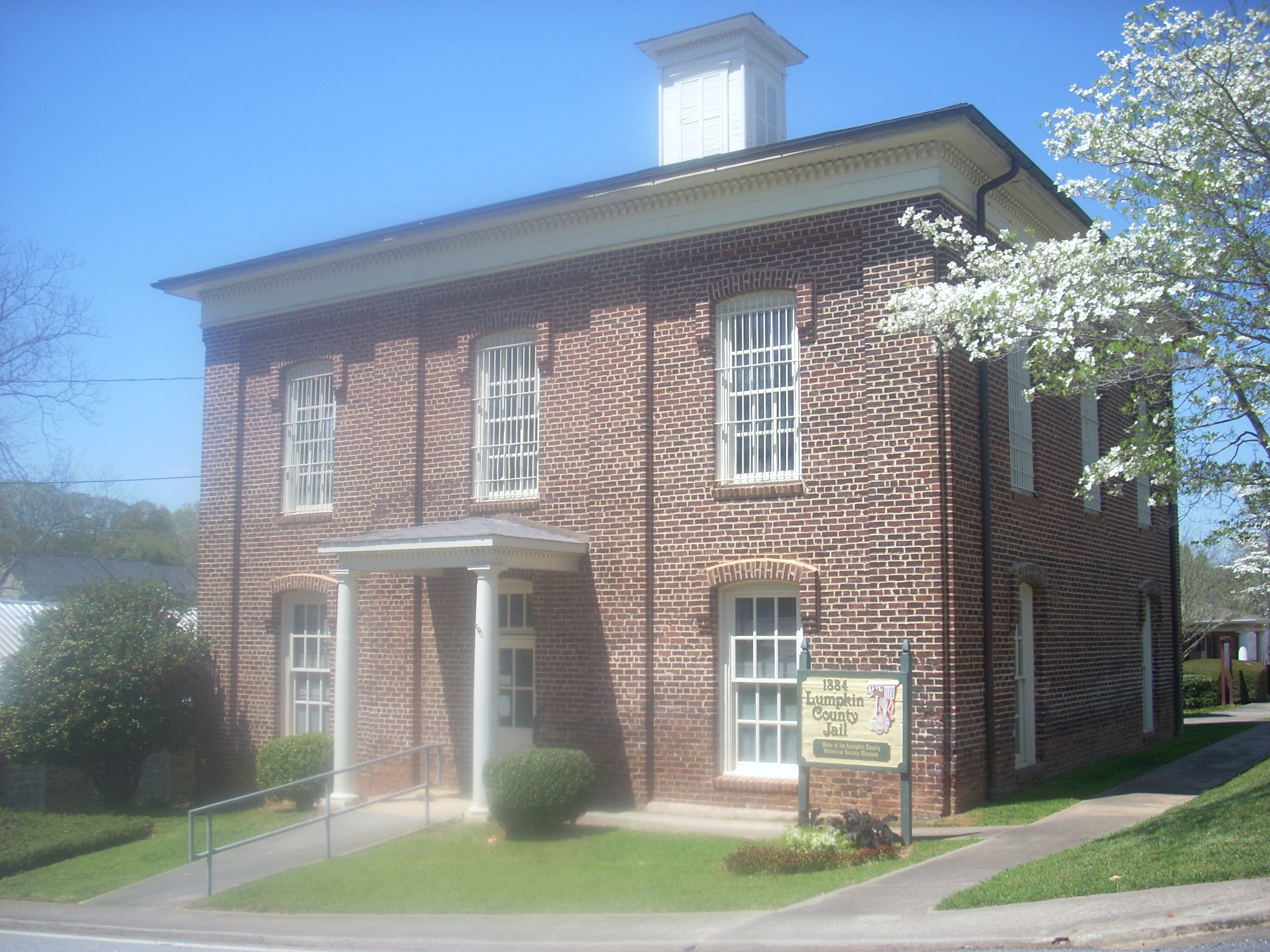
Das ehemalige Bezirksgefängnis des Lumpkin Countys

Laut der Volkszählung von 2010 verteilten sich die damaligen 29.966 Einwohner auf 10.989 bewohnte Haushalte, was einen Schnitt von 2,56 Personen pro Haushalt ergibt. Insgesamt bestehen 12.925 Haushalte.
69,6 % der Haushalte waren Familienhaushalte (bestehend aus verheirateten Paaren mit oder ohne Nachkommen bzw. einem Elternteil mit Nachkomme) mit einer durchschnittlichen Größe von 3,00 Personen. In 31,1 % aller Haushalte lebten Kinder unter 18 Jahren sowie in 24,7 % aller Haushalte Personen mit mindestens 65 Jahren.
26,2 % der Bevölkerung waren jünger als 20 Jahre, 28,5 % waren 20 bis 39 Jahre alt, 26,5 % waren 40 bis 59 Jahre alt und 19,1 % waren mindestens 60 Jahre alt. Das mittlere Alter betrug 36 Jahre. 49,7 % der Bevölkerung waren männlich und 50,3 % weiblich.
94,4 % der Bevölkerung bezeichneten sich als Weiße, 1,1 % als Afroamerikaner, 0,6 % als Indianer und 0,5 % als Asian Americans. 1,6 % gaben die Angehörigkeit zu einer anderen Ethnie und 1,8 % zu mehreren Ethnien an. 4,5 % der Bevölkerung bestand aus Hispanics oder Latinos.
Das durchschnittliche Jahreseinkommen pro Haushalt lag bei 40.634 USD, dabei lebten 21,6 % der Bevölkerung unter der Armutsgrenze.

## Kultur und Sehenswürdigkeiten

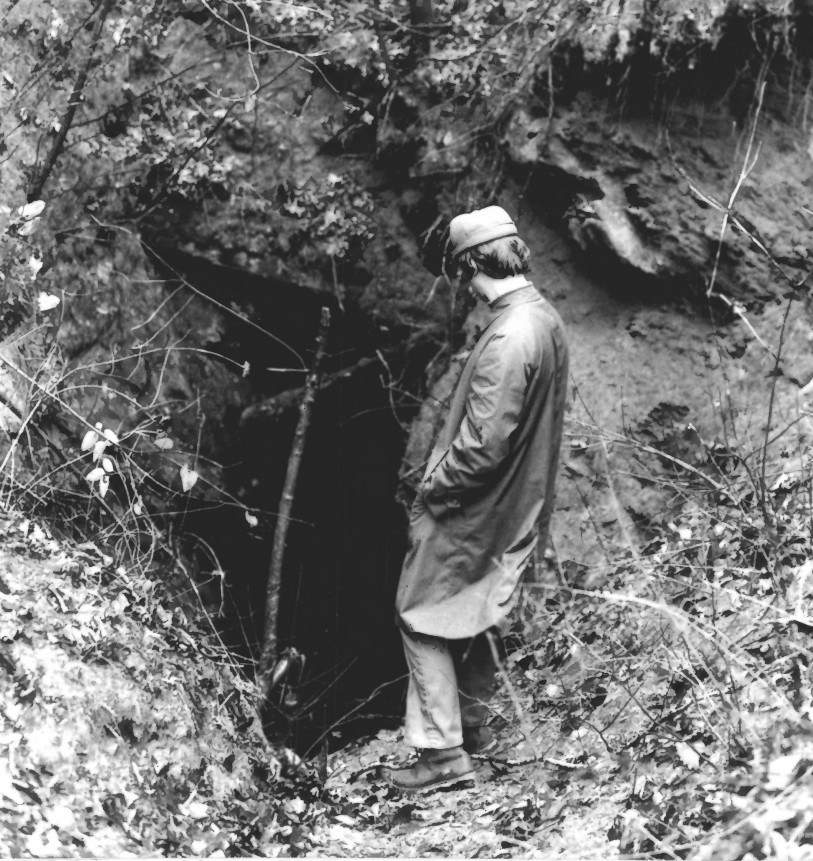
Calhoun Mine (1972). Diese Mine wurde in Betrieb genommen, als 1828 Goldvorkommen im Lumpkin County entdeckt worden waren und den Goldrausch von Georgia auslösten. Sie kam schließlich in Besitz von John C. Calhoun, dem damaligen Vizepräsidenten Amerikas. Im November 1973 wurde die Calhoun Mine als drittes Objekt im County in das NRHP eingetragen. Am gleichen Tag erhielt sie den Status eines National Historic Landmarks zuerkannt.

Zwölf Bauwerke, Stätten und Historic Districts („historische Bezirke“) im Liberty County sind im National Register of Historic Places („Nationales Verzeichnis historischer Orte“; NRHP) eingetragen (Stand 14. Februar 2024), wobei die Calhoun Mine  den Status eines National Historic Landmarks („Nationales historisches Wahrzeichen“) hat.

## Orte im Lumpkin County
Orte im Lumpkin County mit Einwohnerzahlen der Volkszählung von 2010:
City:
- Dahlonega (County Seat) – 5242 Einwohner